# Doryctes henryi
Doryctes henryi är en stekelart som beskrevs av Sergey A. Belokobylskij 1996. Doryctes henryi ingår i släktet Doryctes och familjen bracksteklar. Inga underarter finns listade i Catalogue of Life.